# Arusha
Arusha város Tanzánia északkeleti részén, a hasonló nevű, Arusha régió székhelye. A városnak 2005-ben 341 000 fő lakosa volt. Virágzó turista- és konferencia-központ egy kávétermelő vidéken. A kávén kívül gabonaféléket, szizált, jutát és kókuszt dolgoznak fel a városban. Nemzetközi forgalmú repülőtere van. 

## Földrajz
A Kilimandzsáró melletti 4565 méter magas Meru-hegy lábánál, a kenyai határtól kb. 100 km-re délre fekszik. 

## Éghajlat
| Hónap                         | Jan. | Feb. | Már. | Ápr. | Máj. | Jún. | Júl. | Aug. | Szep. | Okt. | Nov. | Dec. | Év   |
| ----------------------------- | ---- | ---- | ---- | ---- | ---- | ---- | ---- | ---- | ----- | ---- | ---- | ---- | ---- |
| Átlagos max. hőmérséklet (°C) | 28,0 | 28,0 | 27,0 | 25,0 | 22,0 | 21,0 | 20,0 | 22,0 | 24,0  | 26,0 | 27,0 | 27,0 | 24,7 |
| Átlagos min. hőmérséklet (°C) | 10,0 | 10,0 | 11,0 | 13,0 | 11,0 | 8,0  | 9,0  | 8,0  | 8,0   | 10,0 | 10,0 | 10,0 | 9,8  |
| Átl. csapadékmennyiség (mm)   | 50   | 80   | 170  | 360  | 210  | 30   | 10   | 10   | 20    | 30   | 110  | 100  | 1180 |
| Forrás: Weatherbase           |      |      |      |      |      |      |      |      |       |      |      |      |      |

## Fordítás
- Ez a szócikk részben vagy egészben  az   Arusha című német Wikipédia-szócikk fordításán alapul.  Az eredeti cikk szerkesztőit annak laptörténete sorolja fel. Ez a jelzés csupán a megfogalmazás eredetét és a szerzői jogokat jelzi, nem szolgál a cikkben szereplő információk forrásmegjelöléseként.